# Tripartite Evaluation Squadron

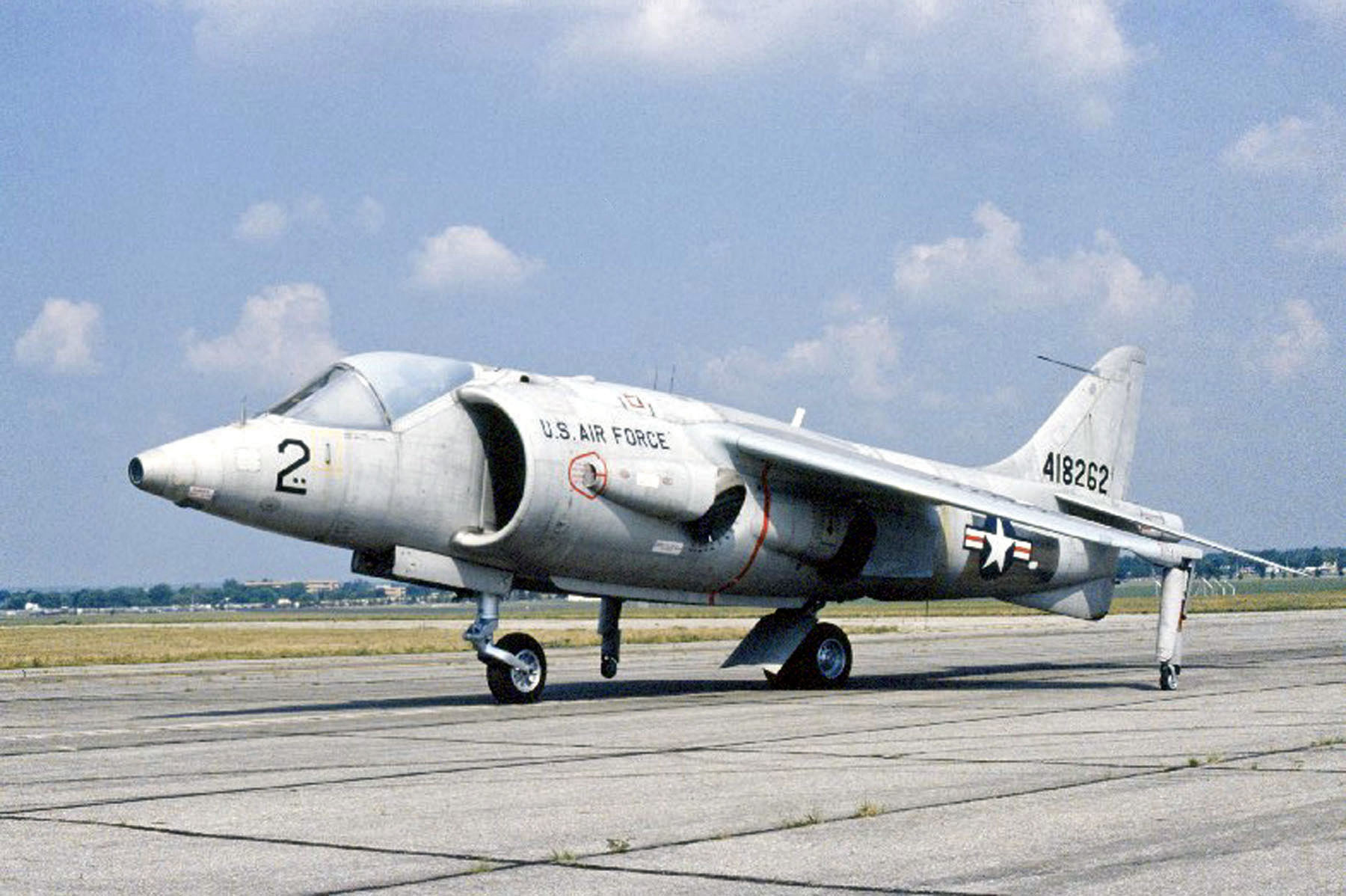
Hawker Siddeley XV-6A Kestrel des USAF-Museums

Die Tripartite Evaluation Squadron (TES) (auch Tri-partite Evaluation Squadron) war eine 1965 von Großbritannien, den Vereinigten Staaten und Deutschland aufgestellte Erprobungseinheit, die die Einsatztauglichkeit und taktische Verwendungsfähigkeit der Hawker Siddeley Kestrel unter Feldeinsatzbedingungen nachweisen sollte. Als Ergebnis sollte ein neues Einsatzkonzept für V/STOL-Kampfflugzeuge aufgestellt werden. Die TES war damit die erste militärische Einheit, die mit V/STOL-Flugzeugen ausgerüstet war.

## Geschichte
Zwischen der Feststellung der Kestrel-Einsatzbereitschaft durch die Aufstellung der Tripartite Evaluation Squadron am 15. November 1964 und dem ersten Flug der P.1127, dem Erprobungsträger für die Kestrel, der am 19. November 1960 erfolgt war, vergingen fast vier Jahre, in denen etwa 800 P.1127-Flüge und 340 Kestrel-Flüge durchgeführt wurden.

### Auftrag
Das Drei-Nationen-Abkommen zwischen der Bundesrepublik Deutschland, dem Vereinigten Königreich und den Vereinigten Staaten bezog sich auf die folgenden Aufgaben:
- Beschleunigung der Entwicklung des BS.53 Pegasus 5-Triebwerks und der P.1127-Zelle.
- Die Untersuchung von für die P.1127 anwendbaren Einsatzkonzeptionen
- Zurverfügungstellung einer Anzahl von Flugzeugen für gemeinsame und nationale Untersuchungen

Hierfür war der folgenden Zeitplan vorgesehen.
- Dreinationenvereinbarung am 1. Januar 1962
- Aufstellung der Dreinationenstaffel am 15. November 1964
- Beginn der Flugerprobung am 10. Mai 1965 (Aktivierung am 1. April 1965)
- Ende der Flugerprobung am 30. November 1965
- Vorlage des Abschlussberichts am 15. Februar 1966

### Aufstellung
Aufgestellt wurde die TES als Jabo-Staffel der Royal Air Force mit David Scrimgegeour als Staffelführer, zwei Stellvertretern der Luftwaffe und der United States Air Force auf dem RAF Stützpunkt RAF West Raynham. Die Staffel bestand aus zehn Piloten einschließlich des Staffelkapitäns. Eingesetzt wurden neun Kestrel, von denen eine bereits am 1. April 1965 infolge eines Unfalls durch einen Pilotenfehler zerstört wurde. Der gesamte Personalbestand betrug 17 Offiziere, 173 andere Dienstgrade und vier zivile Ingenieure.

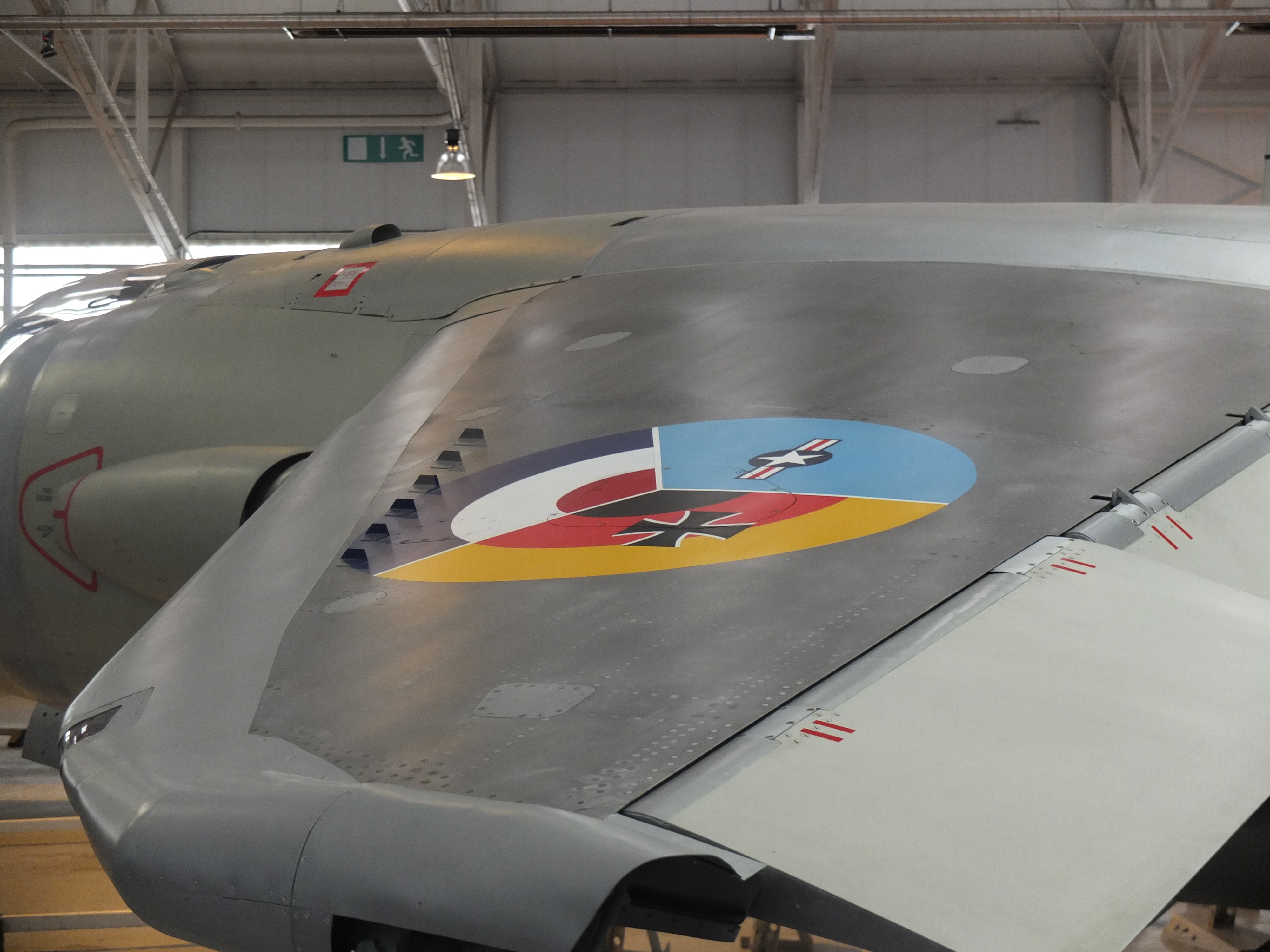
Tripartite Kestrel, RAF Museum Cosford, 2015

Unterstellt war die TES der No. 38 Group der RAF als Teil der Mobile Tactical Force innerhalb des Transport Command.
| Betreiber    | Anzahl der Piloten                            |
| ------------ | --------------------------------------------- |
| RAF          | 4                                             |
| Luftwaffe    | 2 (Oberst Gerhard Barkhorn, Leutnant V. Suhr) |
| US Army      | 2                                             |
| US Navy      | 1                                             |
| US Air Force | 1                                             |

### Versuchsprogramm
Es wurde zu Anfang des Erprobungsprogramms eine Aufgabenliste zusammengestellt, die den Umfang und die Aspekte, unter denen die V/STOL-Bewertung durch die Staffel erfolgen sollte, festgelegte. Die sieben Punkte der Liste wurden während der Erprobung laufend ergänzt und angepasst.
- Aufgabe 1: Da bis dahin noch keine Truppenversuchsergebnisse vorlagen, wurden anfangs die Einsatzverfahren und -techniken des Herstellers eingesetzt und ausgewertet und darauf basierend Standardverfahren vorgeschlagen.
- Aufgabe 2: Vergleiche der Start- und Landearten, dazu gehörten auch Untersuchungen zur Auswirkung des Abgasstrahls auf unterschiedliche Bodenoberflächen.
- Aufgabe 3: Bewertung der Fähigkeiten des Flugzeugs im unkonventionellen Flugbetrieb, hierunter wurde vor allem der strahlgetragene Langsamflug verstanden.
- Aufgabe 4: Bewertung der einsatzmäßigen Brauchbarkeit von V/STOL-Flugzeugen, hierzu gehörten die Durchführbarkeit von Einsätzen, verschiedene Einsatzkonzepte, Logistik und Arten der Einsatzbasen.
- Aufgabe 5: Untersuchung des Instrumentenflugs in allen Flugzuständen, besonders im strahlgetragenen Flug.
- Aufgabe 6: Bewertung der Nachtflugmöglichkeiten
- Aufgabe 7: Flugzeugbewertung nach Leistung, Cockpit, Flugqualität und Handhabung am Boden.

### Ergebnisse – Folgerungen für die Einsatzpraxis
Während der sechseinhalb-monatigen Erprobung vom 10. Mai bis zum 30. November 1965 absolvierten die acht Flugzeuge 960 Einsätze mit 463 Flugstunden. Werden die Schulungsflüge davor mit dazugenommen, ergeben sich insgesamt 1200 Flüge mit 585 Flugstunden.
PilotenschulungJeder Pilot vollführte vor der Erprobung im Durchschnitt elf Senkrechtstarts und -landungen, drei konventionelle Starts und Landungen, sowie fünf beschleunigende und verlangsamende Transitionen (Übergang zwischen Horizontal- und Vertikalflug).
Aufgabe 2Es setzte sich bei den Piloten die Meinung durch, dass der Kurzstart wegen der maximalen Reichweite und Nutzlast mit anschließender Senkrechtlandung (STOVL) die größte Flexibilität und Einsatzwirksamkeit zeigt. Ein weiterer Vorteil des Kurzstarts lag darin, dass keine Oberflächenschäden auftraten und keine Einsaugung von Fremdkörpern befürchtet werden musste. Die Kestrel startete und landete auf Beton, Asphalt, SATS-Aluminiumplatten, Polyesterharz-Inseln und Gras. Nicht einbezogen waren Sand und unbedeckter Boden.
Aufgabe 4Zu den wichtigsten Erkenntnissen gehörte, dass eine Dislozierung von V/STOL-Flugzeugen in Satellitenbasen grundlegende Vorteile bietet. So wird die Verwundbarkeit gegen Feindangriffe geringer, die Reaktionszeit verkürzt sich und es wird allgemein eine größere Einsatzflexibilität erreicht. Die Satellitenbasen lagen bis zu 20 Meilen von der Hauptbasis entfernt.
Aufgabe 5V/STOL-Instrumentenflüge wurden als schwierig bewertet, da die Kestrel keine Autostabilisierung besaß, und die Navigationsausrüstung nur rudimentär vorhanden war. Die gesamte Steueranlage war jedoch sehr einfach und direkt zu bedienen. Als erforderlich wurden weitere Entwicklungsarbeiten vor allem im Bereich der V/STOL-Instrumente und für ein Head-up-Display angesehen.

## Ausrüstung
Die Ausstattung mit Fluggeräten umfasste anfangs neun Hawker Siddeley Kestrel einschließlich des Bodengeräts, drei Hawker Hunter Mk.6 als sogenannte Proficiency Trainer (Befähigungstrainer, Leistungsnachweistrainer). Hinzu kamen eine De Havilland Beaver und zwei Hubschrauber als Unterstützungsflugzeuge.